# Brian Vizard
Pas d'image ? Cliquez ici

a Compétitions nationales et continentales officielles uniquement.

b Matchs officiels uniquement.
Dernière mise à jour le 16 avril 2023.
 Brian Gerard Vizard, né le 4 juillet 1959 à Grand Rapids (Michigan) (États-Unis), est un ancien joueur de rugby à XV, qui a joué avec l'équipe des États-Unis, évoluant au poste de numéro 8.
Il a joué 22 test-matchs entre 1986 et 1991.
Il est devenu directeur de la Rugby Super League (États-Unis) de 1996 à 1999, et directeur de la United States Rugby Football Foundation en juillet 2004.

## Carrière

### En club
- Grand Rapids Gazelles Rugby Club 1978
- OMBAC 1984-1995

### En équipe nationale
Brian Vizard a eu sa première cape internationale le 31 mai 1986 à l’occasion d’un match contre l'Équipe du Japon. 
Brian Vizard a disputé la Coupe du monde 1987 (3 matchs) puis la Coupe du monde 1991 (1 match).

## Palmarès

### En club
- Championnat national: 1988, 1989, 1991, 1993 et 1994,
- Championnat national de rugby à 7: 1985 et 1995.

### En équipe nationale
- 22 sélections, 8 fois capitaine
- Sélections par années : 2 en 1986, 7 en 1987, 3 en 1988, 2 en 1989, 2 en 1990, 6 en 1991
- Participation aux Coupes du monde 1987 et 1991.